# Collegio di Widnes and Halewood
Widnes and Halewood è un collegio elettorale situato nel Cheshire e Merseyside, nel Nord Ovest dell'Inghilterra, e rappresentato alla Camera dei Comuni del Parlamento del Regno Unito. Elegge un membro del Parlamento con il sistema first-past-the-post, ossia maggioritario a turno unico; l'attuale parlamentare è Derek Twigg del Partito Laburista, che rappresenta il collegio dal 2024.

## Estensione
Il collegio si estende sulle contee cerimoniali del Cheshire e Merseyside ed è composto dai seguenti ward:
- nel borgo di Halton: Appleton, Bankfield, Birchfield, Central and West Bank, Ditton, Hale Village and Halebank, Farnworth, Halton View, Highfield e Hough Green;
- nel borgo metropolitano di Knowsley: Halewood North, Halewood South, Whiston and Cronton (distretti WC1, WC1A, WC2, WC3 e WC4).[1]

Il collegio comprende le seguenti aree:
- quasi tutta l'area del collegio di Halton (abolito), comprendente la città di Widnes e le aree a nord del fiume Mersey;
- Halewood proveniente dal precedente collegio di Garston and Halewood, abolito;
- parte dei ward di Whiston e Cronton, ad esclusione del centro cittadino di Whiston; queste aree sono provenienti dal precedente collegio di St Helens South and Whiston.

## Membri del parlamento
| Elezione | Elezione | Deputato    | Partito   |
| -------- | -------- | ----------- | --------- |
|          | 2024     | Derek Twigg | Laburista |

## Risultati elettorali

### Elezioni negli anni 2020
| Partito                    | Partito                                      | Candidato                  | Risultati 4 luglio 2024 | Risultati 4 luglio 2024 |
| Partito                    | Partito                                      | Candidato                  | Voti                    | %                       |
| -------------------------- | -------------------------------------------- | -------------------------- | ----------------------- | ----------------------- |
|                            | Laburista                                    | Derek Twigg                | 23 484                  | 61,61                   |
|                            | Reform UK                                    | Jake Fraser                | 7 059                   | 18,52                   |
|                            | Conservatore                                 | Sean Houlston              | 3 507                   | 9,20                    |
|                            | Verde                                        | Nancy Mills                | 2 058                   | 5,40                    |
|                            | Lib Dem                                      | David Coveney              | 1 593                   | 4,18                    |
|                            | Workers                                      | Michael Murphy             | 415                     | 1,09                    |
|                            |                                              |                            |                         |                         |
| Iscritti                   | Iscritti                                     | Iscritti                   | 70 161                  | 100,00                  |
| ↳ Votanti (% su iscritti)  | ↳ Votanti (% su iscritti)                    | ↳ Votanti (% su iscritti)  | 38 116                  | 54,33                   |
| ↳ Astenuti (% su iscritti) | ↳ Astenuti (% su iscritti)                   | ↳ Astenuti (% su iscritti) | 32 045                  | 45,67                   |
|                            |                                              |                            |                         |                         |
|                            | Esito: collegio a Laburista (nuovo collegio) |                            |                         |                         |